# 차오양역
차오양역(중국어: 朝阳站)은 계획 당시 싱화역(중국어: 星火站)으로 불렸었다. 중국 베이징시 차오양구 둥펑 지구 내 베이징차오양역에 위치한 베이징 지하철 3호선의 핵심역이자 차오양역 교통 허브(중국어: 朝阳站交通枢纽)의 일부로 2024년 12월 15일에 3호선 1단계 구간이 개통하였다.

## 역사
2016년에는 베이징 지하철 3호선 1단계 공사가 시작되어 베이징 지하철 2호선 둥쓰스탸오역에서 시작하여 둥바 지구까지 연결되는 계획이었다. 2017년에는 '베이징 지하철 최대 구간'으로 알려진 베이징 지하철 3호선 차오양 공원역 ~ 스포츠센터역 구간 공사가 착공되었다. 건설 일정에 따르면 베이징 지하철 3호선 베이징차오양역의 1단계는 2017년 말 정식 착공될 예정이었다(20호선 베이징차오양역도 동시에 사전 건설 예정). 베이징 지하철 3호선 외에도 20호선 계획이 베이징차오양역을 경유할 예정이다. 베이징차오양역이 완공되면 베이징 지하철 3호선과 징하 고속철도가 연결될 예정이다. 지하철로 이 역에 도착하는 승객은 서광장 출입구에서 지하 통로를 통해 국철 플랫폼으로 직접 도착할 수 있고, 향후 20호선과도 교차할 예정이다.
계획에 따르면 베이징 지하철 3호선의 1단계는 2024년에 개통될 예정이었고, 실제로 2024년 12월 15일에 개통되었다. 베이징차오양역은 지하철 연결 역사상 베이징 철도 허브의 7개 주요 역 지역 모두 비국영 철도 시스템 도시 철도로 접근이 가능하다.

## 역 구조
베이징차오양역 출입구와 지하철 승강장 사이의 최단 거리는 300m이다. 국철 베이징차오양역의 열차와 고속철도 차량은 대부분 둥바 지구로 운행되기 때문에 지하철 차오양역 출입구 측벽에도 '온난귀도(温暖归途)'를 주제로 한 공공 예술 벽화와 "눈 덮인 오두막"의 작품이 설치되어 있다.

### 층별 구조
| 2층   | 대중교통 층                     | 버스 정류장 2층                                                                                      |
| 지면  |                                 | 허브 출입구 및 1 ~ 8번 출입구, 철도역 입구 1, 버스 허브 출발 구역, 허브 외부 지하철 입구 A, B출입구  |
| BM층  | 장비 층                         | 허브 선큰 광장 출입구 9                                                                              |
| B1층  | 환승 층                         | 허브 지하 출입구 10 - 11번 출구, 교통 허브 환승 홀, 택시 환승 구역, 베이징차오양역 지하 1층으로 연결 |
| B1M층 | 장비층                          | 온라인 차량 호출 주차장                                                                              |
| B2층  | 대합실 층                       | ■ 3호선, ■ 20호선 대합실, 편의점                                                                     |
| B3층  | ←                               | ■ 3호선 둥쓰스탸오 방면 (스포잉)                                                                     |
| B3층  | 섬식 승강장, 왼쪽 출입문이 열림 | |
| B3층  | →                               | ■ 3호선 둥바베이 방면 (야오자위안)                                                                   |
| B4층  | 대합실 층                       | ■ 20호선 승강장                                                                                      |

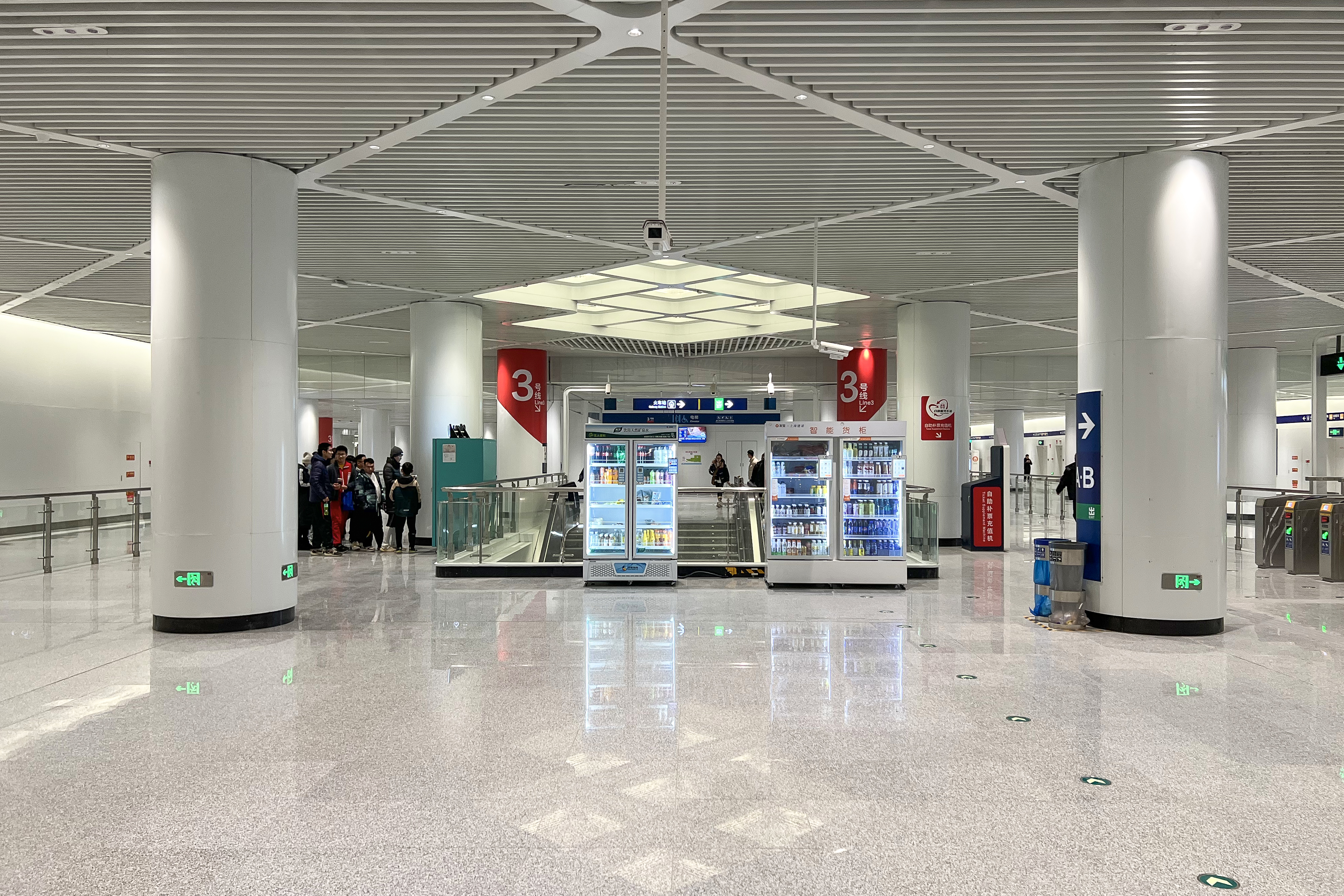
3호선 대합실 남부
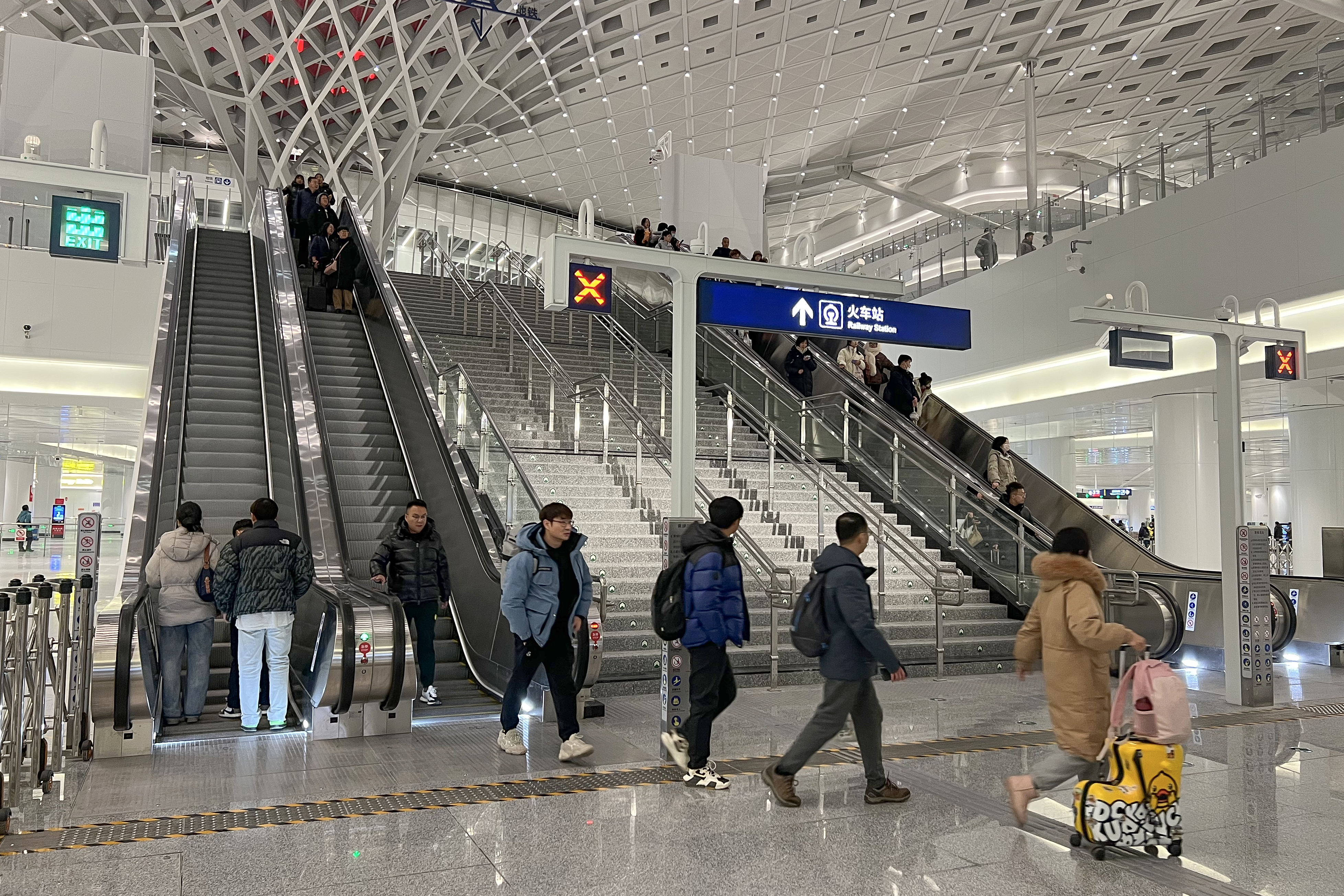
지하철 역사 에스컬레이터
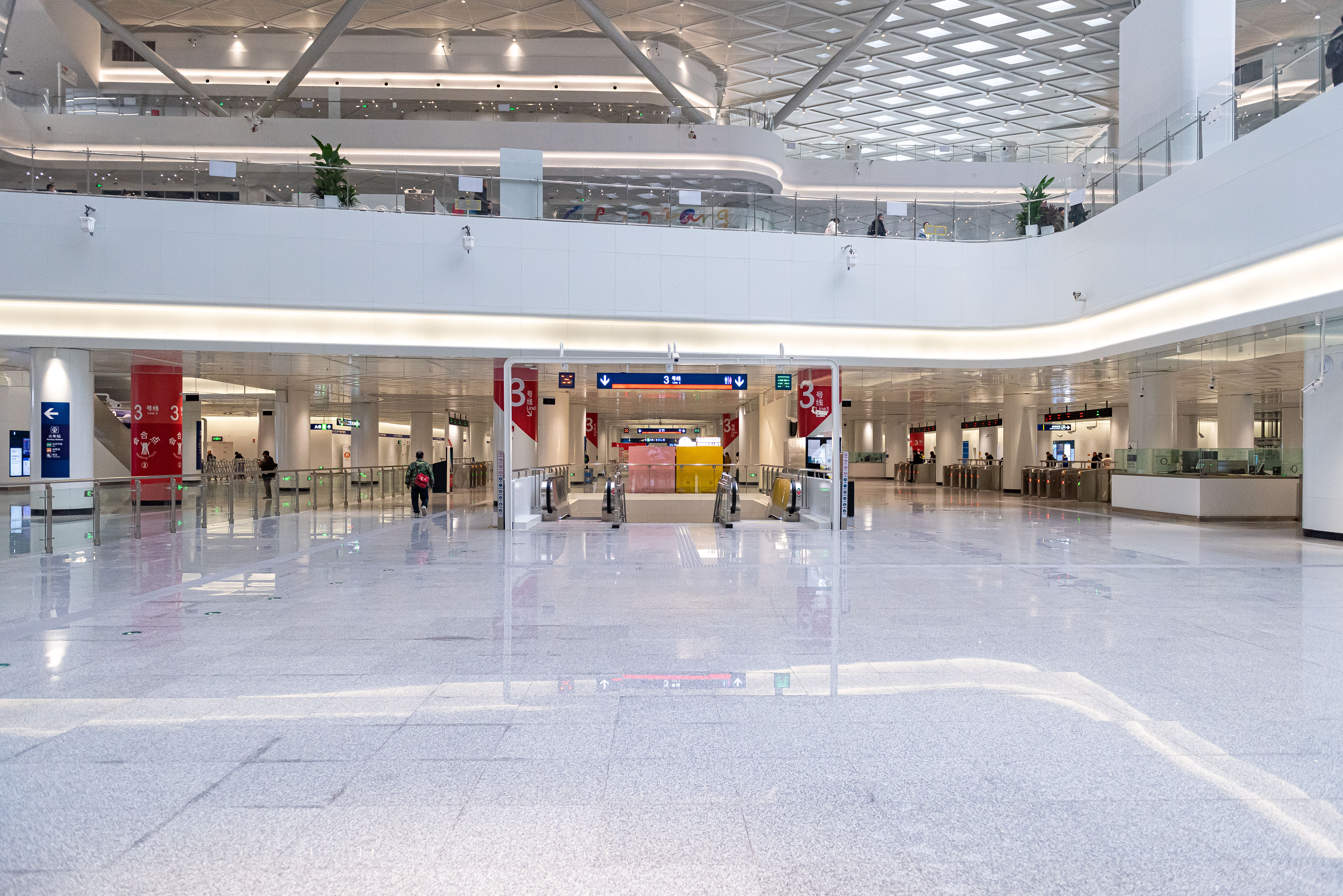
3호선 대합실 북부
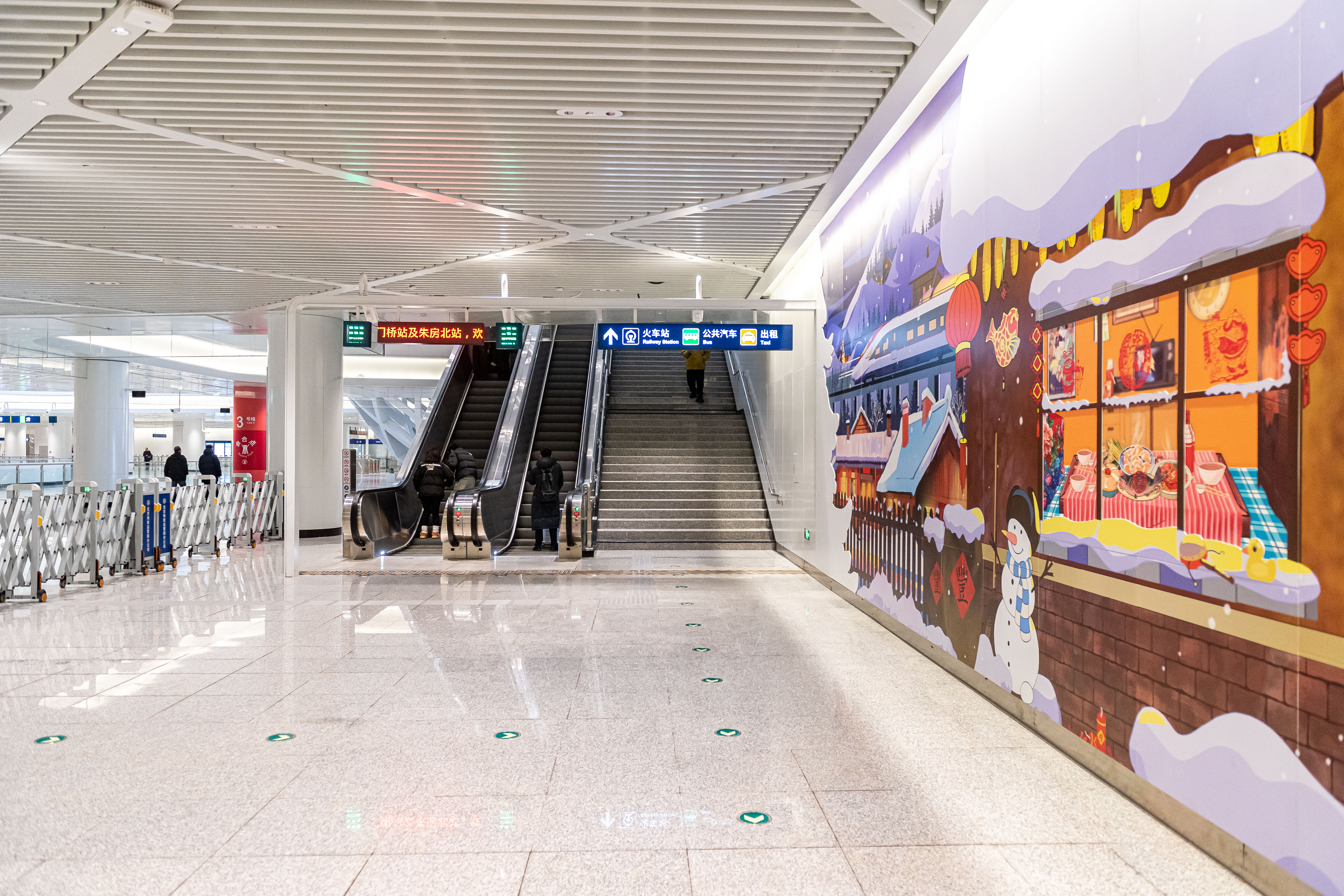
국철역 남쪽 출입구
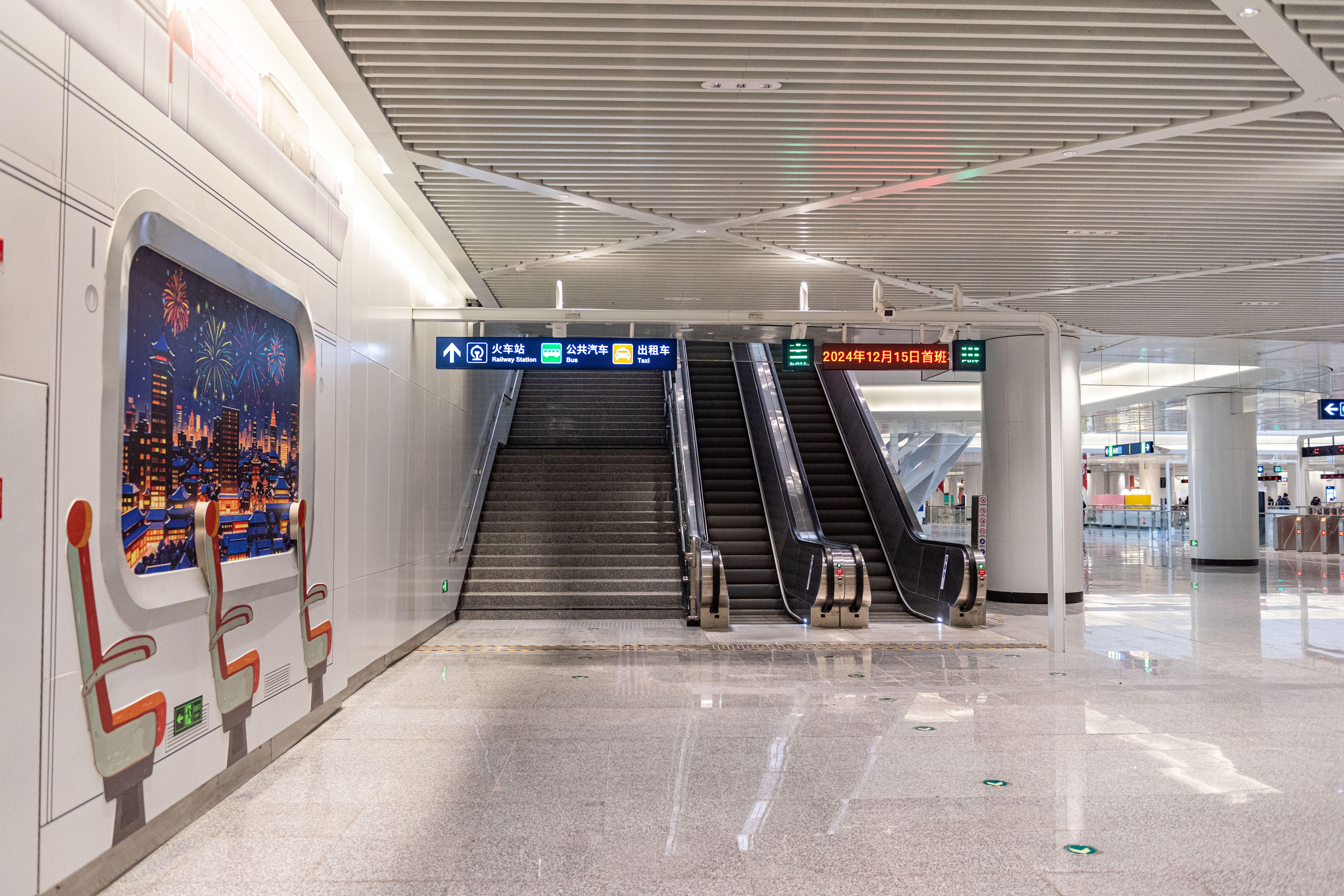
국철역 북쪽 출입구
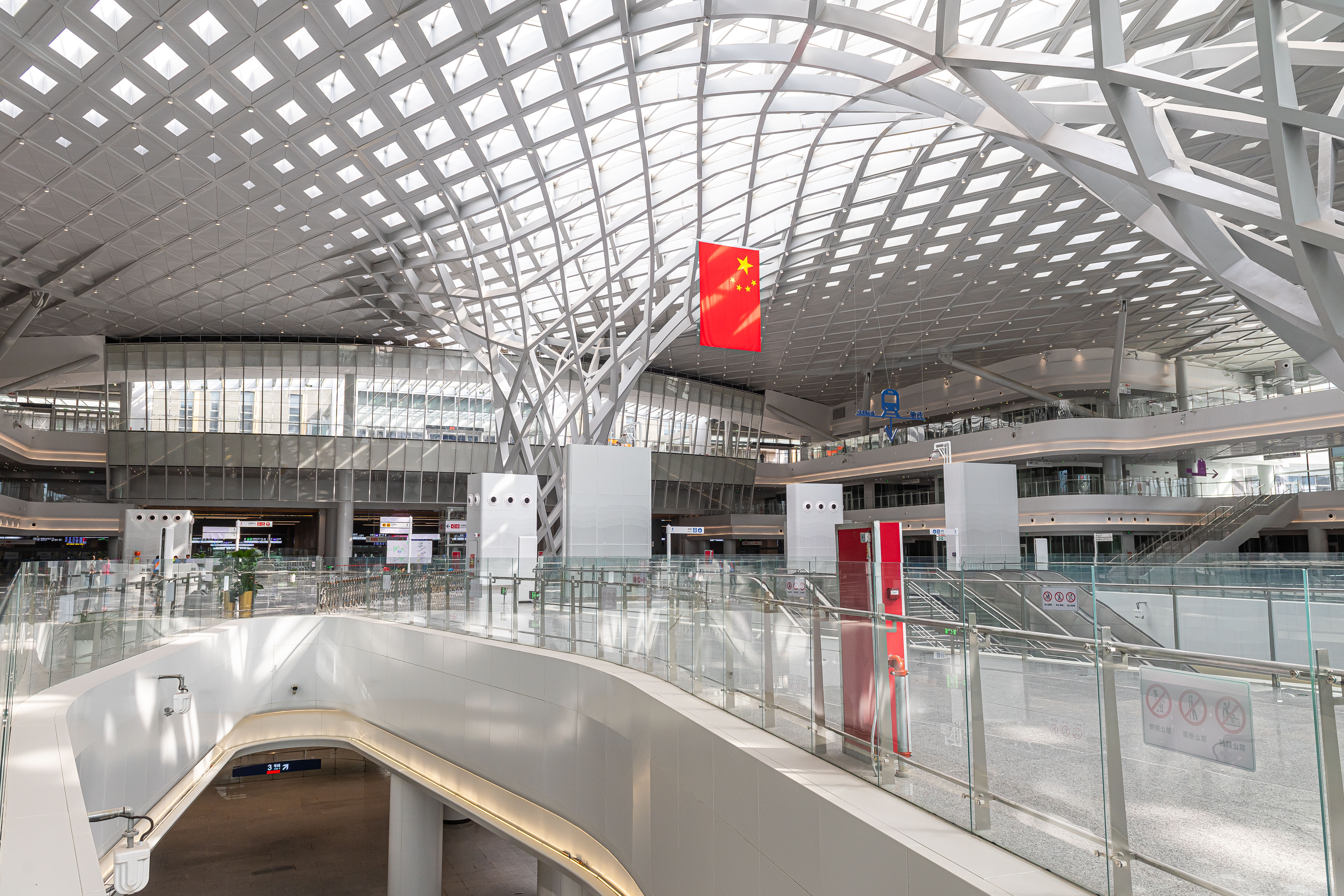
차오양역 교통허브 1층 로비1
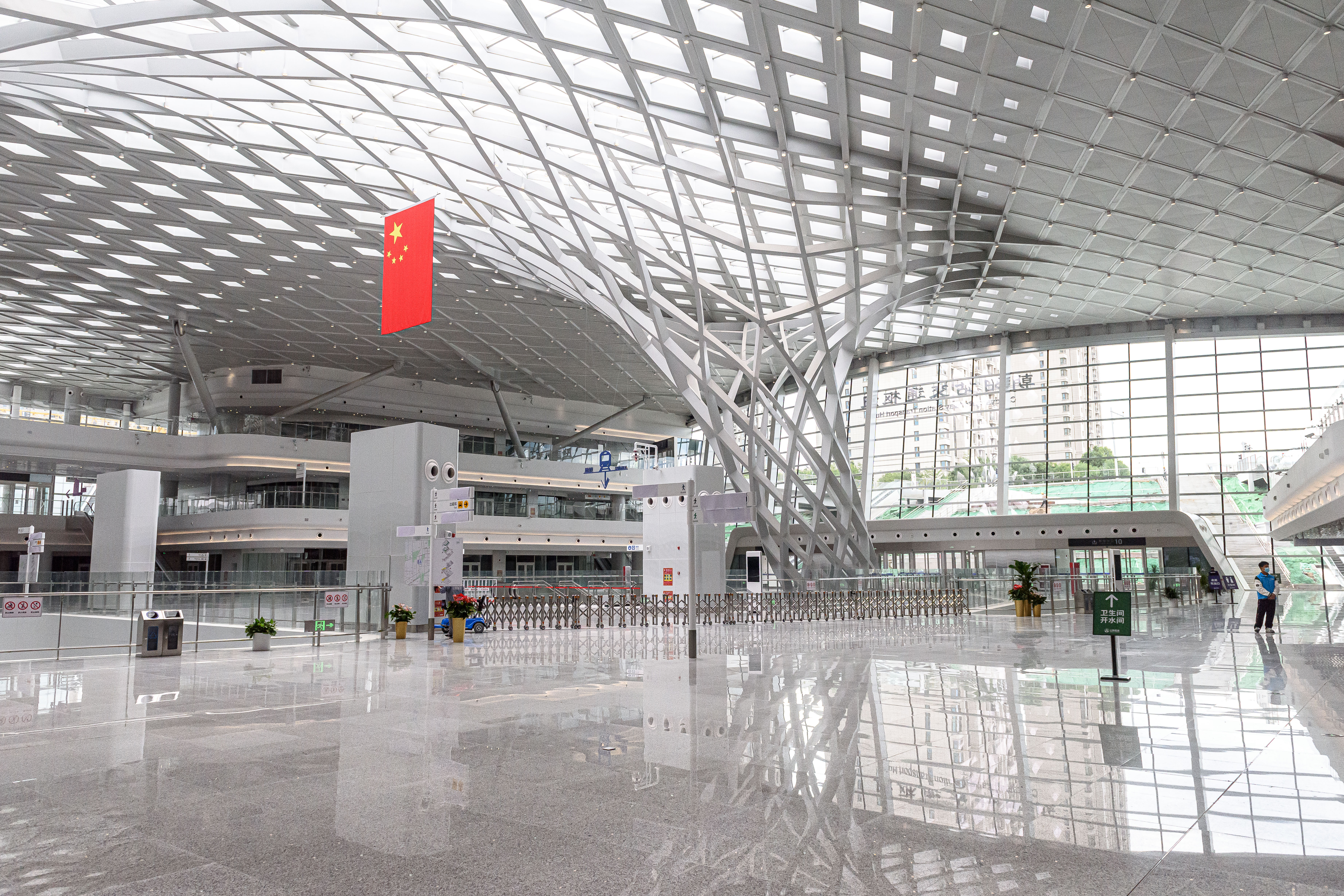
차오양역 교통허브 1층 로비2
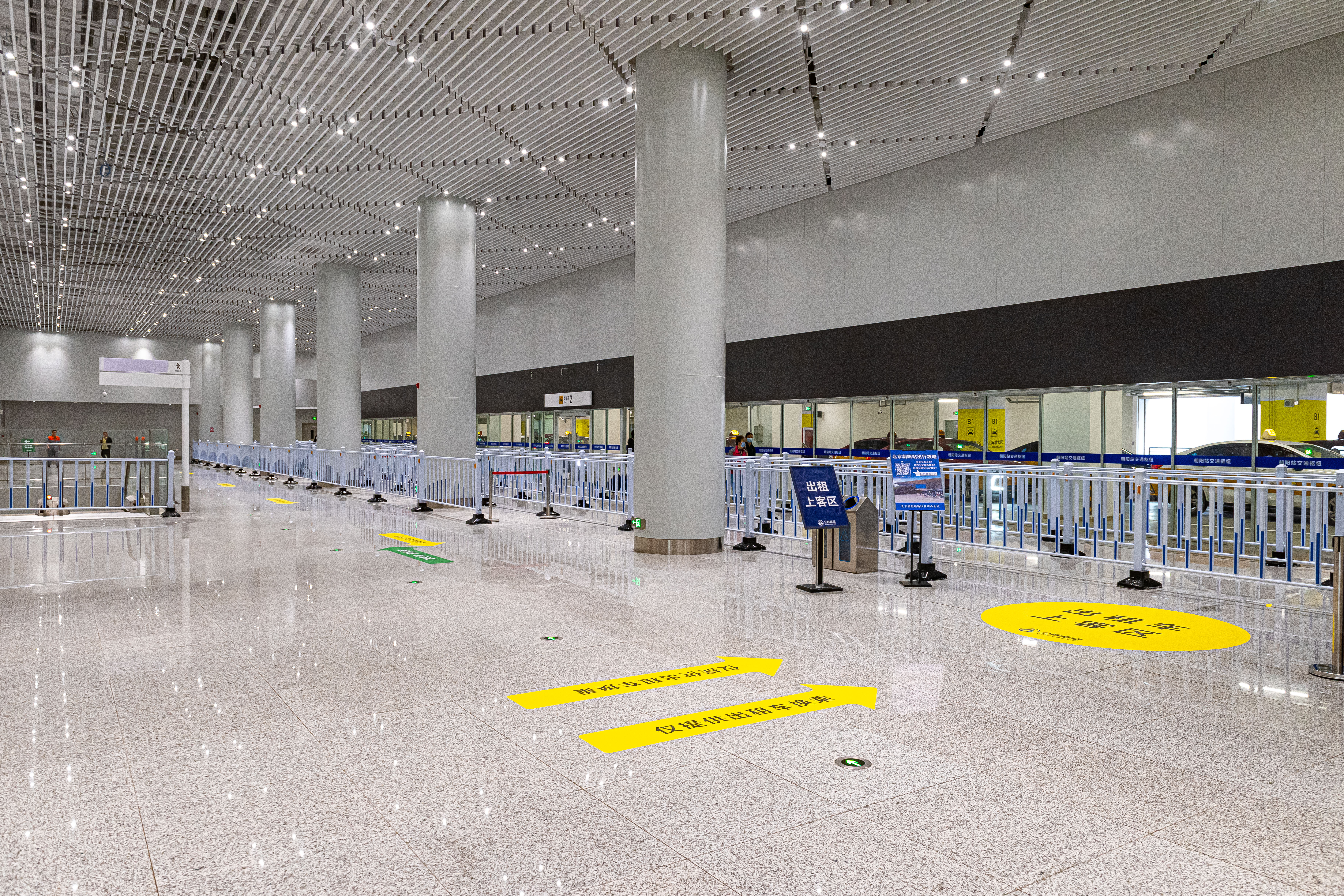
차오양역 교통허브 택시 정류장
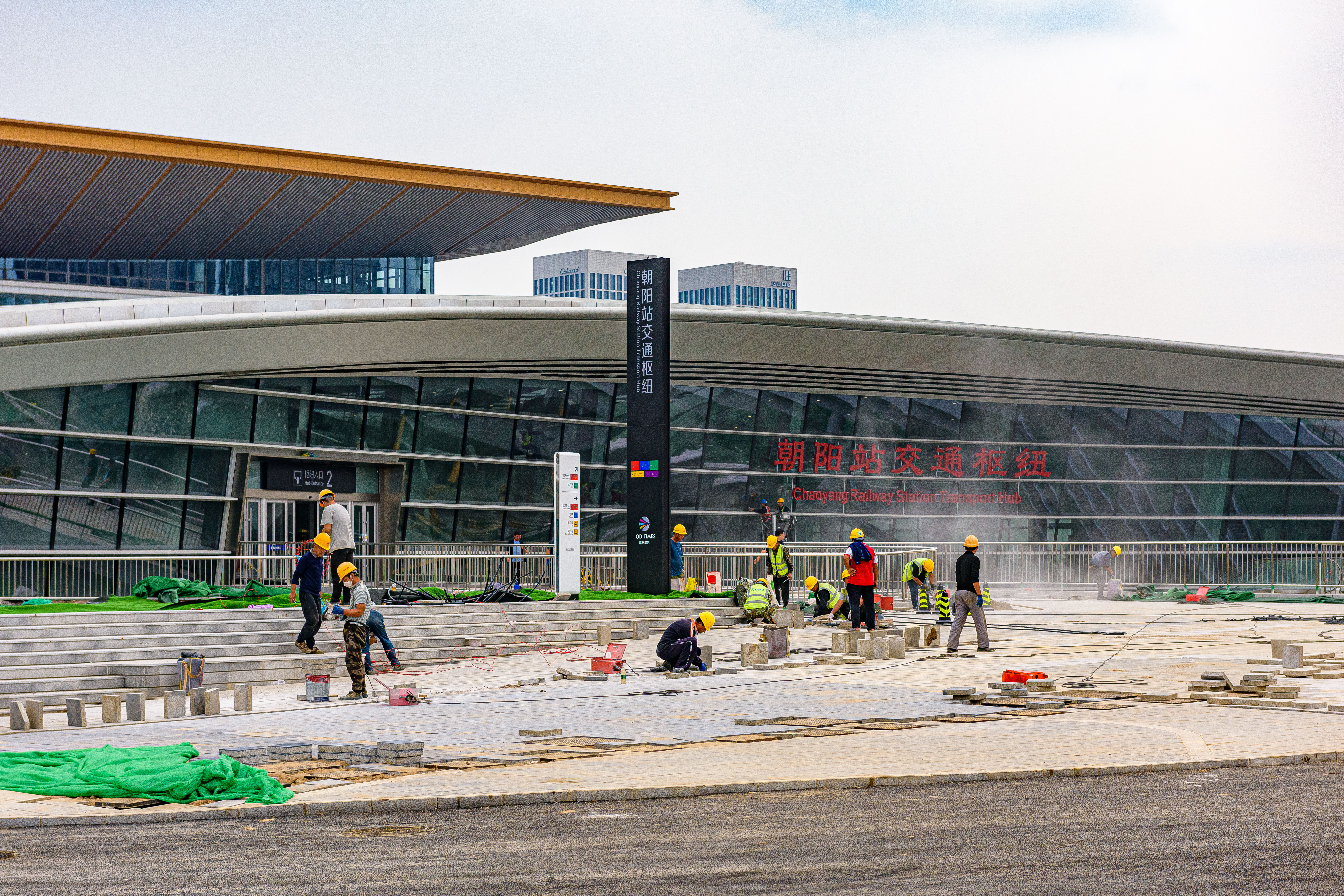
차오양역 교통허브 지상 출입구

## 출입구
차오양역은 허브 동쪽에 국철역으로 향하는 일방통행 출구 2개, 허브 서쪽에 지하철 입구 1개, 북부 지하 1층에 차량 공유 픽업 장소와 렌탈 서비스가 있고, 허브의 열차 출입구에는 번호가 매겨져 있지 않았다. 또한, 3호선 역 남쪽에는 독립된 출입구 A, B가 2개 있는데, 둘 다 국철역 건물 남서쪽에 위치하며, 허브 남쪽에도 대합실 서쪽 벽의 북쪽에 C출입구가 있다.
|                                   |                     |                                     |      |             |
| 출구                              | 지시                | 출구 인근                           | 사진 | 무장애 시설 |
| 出口 · A                          | 화웬 동로(华文东路) | 베이징차오양역(北京朝阳站)          |      | 빈칸        |
| 出口 · B                          | 신좡2가(辛庄二街)   |                                     |      | 빈칸        |
| (미사용)                          | 예정 통로           |                                     |      | 빈칸        |
| · (지하철 출구에만 해당)          | 싱화역(火车站)      | 철도 도착, 철도 출발, 버스, 택시    |      |             |
| · (지하철 출구에만 해당)          | 싱화역(火车站)      | 철도 도착, 철도 출발, 버스, 택시    |      |             |
| 出口 · SW                         | 싱화역(火车站)      | 지하철 입구(地铁进站口)             |      |             |
| 出口 · SW                         | 버스, 주차장        | 온라인 차량 호출 픽업 지점(장비 층) |      |             |
| 出口 · SW                         | 버스, 주차장        | 택시 정류소(B1)                     |      |             |
| 아이콘 설명: 경사로 \| 엘리베이터 |                     |                                     |      |             |